# 侏倭婆婆纳
侏倭婆婆纳（学名：Veronica perpusilla），为車前草科婆婆纳属下的一个植物种。